# Đại lộ Danh vọng Canada

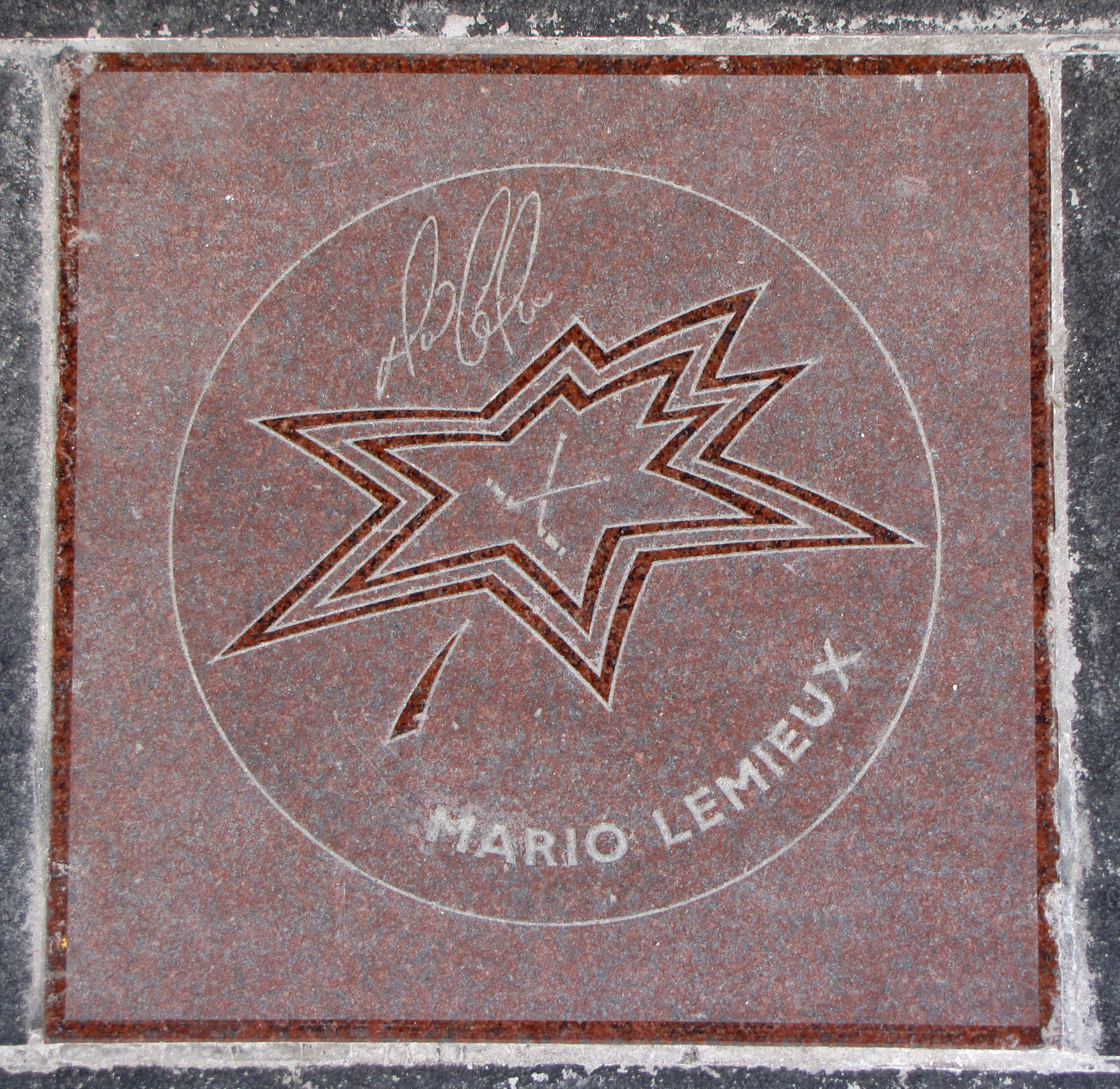
Ngôi sao của vận động viên Mario Lemieux

Đại lộ Danh vọng Canada (tiếng Pháp: Allée des célébrités canadiennes) ở thành phố Toronto, Ontario là một khu phố vinh danh những người Canada có thành tựu và đóng góp đáng kể trong lĩnh vực của họ. Đại lộ nổi bật với vỉa hè lát gạch in tên người nổi tiếng kèm hình lá phong cách điệu, nằm tại khu vực Hội trường Roy Thomson, Nhà hát Princess of Wales, Nhà hát Royal Alexandra ở đường King và đường Simcoe.
Từ những viên gạch đầu tiên vào năm 1998, tới nay đã có 204 người nổi tiếng thuộc nhiều lĩnh vực như khoa học, thể thao, nghệ thuật, hoạt động xã hội được đặt tên trên Đại lộ này.

## Lịch sử
Đại lộ Danh vọng được lên kế hoạch từ năm 1996 khi doanh nhân Peter Soumalias đề xuất lên Hiệp hội Giải trí Toronto (Toronto Entertainment District Association) ý tưởng xây dựng một con đường vinh danh các nhân vật ở địa phương. Sau khi bị từ chối, ông đã chuyển sang hợp tác với đồng nghiệp Bill Ballard, nhà làm phim Dusty Cohl và Gary Slaight để thực hiện dự án cho toàn bộ người Canada. Năm 1998, những viên gạch đầu tiên đã được đặt xuống. Mặc dù ban đầu thiếu kinh phí và ít quảng cáo nhưng con phố sau đó đã dần nổi tiếng và trở thành một điểm du lịch của Toronto. Lễ công bố người được chọn vào Đại lộ là một trong những sự kiên vinh danh hàng đầu của Canada.

## Kiểm định
Đại lộ chia các nhân vật nổi tiếng ra năm hạng mục:
- Nghệ thuật và Giải trí
- Kinh doanh
- Từ thiện và Nhân quyền
- Khoa học và Công nghệ
- Thể thao

Hội đồng thẩm định sẽ xem xét dựa trên các yếu tố: sinh ra hoặc sống ở Canada, có ít nhất 10 năm kinh nghiệm, đã đóng góp ở phạm vị quốc gia hoặc quốc tế cho di sản văn hoá Canada. Các ứng viên được chọn sẽ được đưa lên ban quản lý để cân nhắc lần cuối cùng.